# ロケストラ
ロケストラとは、1978年に結成され、1979年に活躍した「ロック版オーケストラ」である。発案者は当時ウイングスに所属していたポール・マッカートニー。

## 結成までの経緯
ロケストラを発案したのはポール・マッカートニーだが、彼は70年代前半にはロケストラの構想を練っており、当時に演奏されたテーマ曲のデモ音源が残っている。実現になったのはそれから約5年後、ポールが国連より「カンボジア難民救済コンサート」への出演を依頼された事がきっかけであった。当時のポールはアルバム「バック・トゥ・ジ・エッグ」に見られるように、当時の流行であったニューウェーブに凝っていたことも無関係ではないだろう。
ロックミュージシャンの一人一人に誘いの電話をかけたポールは、総勢22人のメンバーを集める事に成功した。このメンバーには当時のウイングスのメンバーや、以前にポールのツアーに同行したブラス奏者も含んでいる。

## 活動
初めてロケストラが録音に踏み込んだのは1978年10月3日。場所はアビーロード・スタジオ。このセッションの様子はプロモーション・ビデオとして撮影された。
その時の音源の内「ロケストラのテーマ」と「ソー・グラッド」は何故かウイングスのアルバム「バック・トゥ・ジ・エッグ」に収録された。
1979年12月29日のカンボジア難民救済コンサート最終日に再集合し、「ルシール」と「レット・イット・ビー」に前述の「ロケストラのテーマ」を演奏した。この時の音源はアルバム「カンボジア難民救済コンサート」（1981年）に収録された。

## メンバー
このセッション、そしてコンサートのために総勢23人のロックミュージシャンが集まった。
以下に集まったミュージシャンを担当楽器別に記述する。()内は当時の所属グループ等。ただし、ポール・マッカートニーとジョン・ポール・ジョーンズは、ベースとピアノの両方を担当した。

### ギター
- デニー・レイン （ウイングス）
- ローレンス・ジュバー （ウイングス）
- ピート・タウンゼント （ザ・フー）
- デヴィッド・ギルモア （ピンク・フロイド）
- ハンク・マーヴィン （シャドウズ）

### ベース
- ポール・マッカートニー （ウイングス）
- ジョン・ポール・ジョーンズ （レッド・ツェッペリン）
- ロニー・レイン
- ブルース・トーマス （ジ・アトラクションズ）

### ピアノ
- ポール・マッカートニー （ウイングス）
- ジョン・ポール・ジョーンズ （レッド・ツェッペリン）
- ゲイリー・ブルッカー （プロコル・ハルム）

### キーボード
- リンダ・マッカートニー （ウイングス）
- トニー・アシュトン

### ブラス
- トニー・ドーシー
- ハウイー・ケーシー
- スティーヴ・ハワード
- タデアス・リチャード

この4人は1975〜76年のウイングスのツアーでもブラスを演奏していた。

### ドラム
- スティーヴ・ホリー （ウイングス）
- ケニー・ジョーンズ （ザ・フー）
- ジョン・ボーナム （レッド・ツェッペリン）

### パーカッション
- トニー・カー
- スピーディ・アクアイ
- レイ・クーパー
- モリス・パート

### 参加する予定であったメンバー
いずれも担当楽器はドラム
- リンゴ・スター
- キース・ムーン（ザ・フー）→ 参加を表明するも、直後に事故で死去